# 21 september
21 september är den 264:e dagen på året i den gregorianska kalendern (265:e under skottår). Det återstår 101 dagar av året.

## Återkommande bemärkelsedagar

### Helgondagar
- Aposteln Matteus helgondag

### Nationaldagar
- Armeniens nationaldag
- Belizes nationaldag
- Maltas nationaldag

### Övrigt
- Internationella fredsdagen

## Namnsdagar

### I den svenska almanackan
- Nuvarande – Matteus
- Föregående i bokstavsordning
  - Ellen – Namnet infördes 1986 på 14 april, men flyttades 1993 till dagens datum och 2001 till 18 augusti.
  - Elly – Namnet har nästan helt gått samma väg som Ellen, genom att 1986 införas på 14 april och 1993 flyttas till dagens datum. 2001 åtföljde det dock inte Ellen till 18 augusti, utan utgick.
  - Majbritt – Namnet infördes på dagens datum 1986, men utgick 1993.
  - Majlis – Namnet infördes på dagens datum 1986, men utgick 1993.
  - Matteus – Namnet har, till minne av evangelisten med detta namn funnits på dagens datum sedan gammalt och fanns där fram till 1993, då det flyttades till 18 oktober. 2001 återfördes det dock till dagens datum.
- Föregående i kronologisk ordning
  - Före 1901 – Matteus
  - 1901–1985 – Matteus
  - 1986–1992 – Matteus, Majbritt och Majlis
  - 1993–2000 – Ellen och Elly
  - Från 2001 – Matteus
- Källor
  - Brylla, Eva (red.). Namnlängdsboken. Gjøvik: Norstedts ordbok, 2000 ISBN 91-7227-204-X
  - af Klintberg, Bengt. Namnen i almanackan. Gjøvik: Norstedts ordbok, 2001 ISBN 91-7227-292-9

### Finlandssvenska almanackan
- Nuvarande från 1995[1] – Gunborg, Gunlög
- I föregående revideringar[a][2]
  - 1929–1949 – Torolf
  - 1950–1972 – Eira
  - 1973–1994 – Gunlög

## Händelser
- 480 f.Kr. – Perserna plundrar Aten, vars invånare flyr till Salamis och Peloponnesos.
- 454 – Romerske kejsaren Valentinianus III mördar Aëtius.
- 687 – När påven Konon avlider utses Theodorus till motpåve.
- 1619 – Alingsås får stadsprivilegium av Gustav II Adolf.
- 1676 – Sedan Clemens X har avlidit den 22 april väljs Benedetto Odescalchi till påve och tar namnet Innocentius XI.[3]
- 1745 – Karl Edvard Stuart, kallad Bonnie Prince Charlie och hans jakobitiska armé besegrar engelsmännen i slaget vid Prestonpans i Skottland.
- 1792 – Det revolutionära nationalkonventet i Frankrike röstar igenom avskaffandet av monarkin.
- 1848 – Det första baptistiska dopet genomförs i Sverige, i strid med konventikelplakatet. Samma kväll bildas Sveriges första baptistförsamling.
- 1860 – Slaget vid Palikao där den allierade segern öppnar vägen för en invasion av Peking och sedermera seger i det andra opiumkriget.
- 1875 –  Henri Joseph Anastase Perrotin upptäcker asteroid 149 Medusa.
- 1921 – En silo i Ludwigshafen am Rhein exploderar och 500–600 människor omkommer.
- 1937 – J.R.R. Tolkiens Bilbo – En hobbits äventyr publiceras.
- 1938 – New England-orkanen 1938 blåser in mot land på Long Island och 500–700 människor mister livet.
- 1942
  - Boeing B-29 Superfortress gör sin första flygning.
  - I Dunaivtsi i Ukraina inträffar ett terrordåd då nazister mördar 2 588 judiska medborgare.
  - 1000 judiska medborgare i Pidhajtsi blir sända av nazister till förintelselägret i Bełżec.
- 1957 – Vid Håkon VII:s död efterträds han som kung av Norge av sin son Olav V.
- 1964 – North American XB-70 Valkyrie gör sin första flygning.
- 1981 – Belize blir självständigt från Storbritannien.
- 1993 –  Boris Jeltsin upplöser ryska parlamentet och högsta rådet. Det upplösta Högsta rådets styrelse förklarar ett upphörande av Jeltsins befogenhet, varefter vicepresidenten Aleksandr Rutskoj förklarar sig vara "tillförordnad president", svär presidenteden och sätter igång med att utse sina ministrar. Detta blir början på en militär konflikt mellan Jeltsins styrkor och Rutskojs anhängare.
- 1994 – Första avsnittet av tv-serien Tre Kronor sänds.
- 1999 – Jordbävningen i Chichi 1999. 2 400 människor omkommer.
- 2013 – Terrordådet i Nairobi 2013. Ett köpcentrum belägras och flera tas som gisslan av Al-Shabab-anhängare. Minst 67 personer omkommer och 58 personer får vårdas på sjukhus. Bland offren finns bland annat den ghananske författaren Kofi Awoonor.

## Födda
- 1452 – Girolamo Savonarola, italiensk dominikanmunk och botpredikant
- 1559 – Ludovico Cigoli, italiensk konstnär, målare
- 1640 – Filip I av Orléans, fransk prins, yngre bror till Ludvig XIV av Frankrike
- 1705 – Dick Turpin, brittisk stråtrövare
- 1765 – Antoine-Augustin Renouard, fransk bibliograf
- 1779 – Herman Wedel-Jarlsberg, norsk statsman, ståthållare i Norge
- 1784 – Carl Thomas Mozart, son till Wolfgang Amadeus Mozart och Constanze Mozart
- 1792 – Johann Peter Eckermann, tysk författare
- 1803 – Axel Eurén, svensk präst, skolman och författare
- 1853 – Heike Kamerlingh Onnes, nederländsk fysiker, mottagare av Nobelpriset i fysik 1913
- 1854 – Karl Husberg, svensk ämbetsman och politiker
- 1866
  - Charles Nicolle, fransk bakteriolog, mottagare av Nobelpriset i fysiologi eller medicin 1928
  - H.G. Wells, brittisk science fiction-författare
- 1873 – Papa Jack Laine, amerikansk musiker och orkesterledare
- 1874 – Gustav Holst, brittisk tonsättare
- 1876 – Mathias Taube, svensk skådespelare
- 1883 – Hall S. Lusk, amerikansk demokratisk politiker och jurist, senator (Oregon)
- 1884
  - Clarence Dill, amerikansk demokratisk politiker
  - Olof Palme, svensk historiker
- 1892 – Olof Ås, svensk inspicient och skådespelare
- 1895 – Juan de la Cierva, spansk flygpionjär
- 1902 – Luís Cernuda, spansk poet
- 1903 – Preston Tucker, amerikansk företagare och bildesigner
- 1904 – Birgit Chenon, svensk skådespelare
- 1905 – Isa Quensel, svensk opera- och operettsångare (sopran), skådespelare och regissör
- 1909
  - Berta Hall, svensk skådespelare
  - Kwame Nkrumah, politiker från Ghana, landets förste president
- 1911 – Clair Engle, amerikansk demokratisk politiker, senator (Kalifornien)
- 1912 – Gösta Björling, svensk operasångare
- 1916 – Marianne Aminoff, svensk skådespelare
- 1921
  - Sándor Kocsis, ungersk fotbollsspelare
  - Torsten L. Lindström, svensk elektronikingenjör
- 1926
  - Donald A. Glaser, amerikansk fysiker och neurobiolog, mottagare av Nobelpriset i fysik 1960
  - Noor Jehan, pakistansk sångare och skådespelare
- 1931
  - Larry Hagman, amerikansk skådespelare
  - Syukuro Manabe, japansk meteorolog och klimatforskare, mottagare av Nobelpriset i fysik 2021
- 1934
  - Leonard Cohen, kanadensisk sångare, låtskrivare, musiker och författare
  - David J. Thouless, brittisk fysiker, mottagare av Nobelpriset i fysik 2016
- 1941 – Ragnar Erlandsson, åländsk politiker (centerpartist)
- 1944
  - Steve Beshear, amerikansk politiker, guvernör i Kentucky
  - Hamilton Jordan, amerikansk politiker, statstjänsteman, idrottsledare, memoarförfattare och affärsman
- 1943 – Jerry Bruckheimer, amerikansk film- och TV-producent
- 1946 – Moritz Leuenberger, schweizisk politiker, president 2001
- 1947 – Stephen King, amerikansk författare, framförallt skräckromaner
- 1950
  - Charles Clarke, brittisk politiker inom Labour Party
  - Bill Murray, amerikansk skådespelare
- 1951 – Aslan Maschadov, tjetjensk militär och politiker, Tjetjeniens president
- 1954 – Shinzo Abe, japansk politiker, premiärminister
- 1955 – Candice Atherton, brittisk parlamentsledamot för Labour
- 1957 – Ethan Coen, amerikansk filmmakare
- 1959 – Dave Coulier, amerikansk komiker
- 1960 – David James Elliott, kanadensisk skådespelare
- 1961 – Nancy Travis, amerikansk skådespelare
- 1962
  - Rob Morrow, amerikansk skådespelare
  - Peter Åslin, svensk ishockeymålvakt
- 1965
  - Lars Eriksson, svensk fotbollsmålvakt, VM-brons och vinnare av Svenska Dagbladets guldmedalj 1994
  - David Wenham, australiensisk skådespelare
- 1967 – Faith Hill, amerikansk country- och popsångare
- 1968 – Ricki Lake, amerikansk programledare
- 1971
  - Luke Wilson, amerikansk skådespelare
  - Alfonso Ribeiro, amerikansk skådespelare
- 1972 – Liam Gallagher, brittisk musiker, sångare i Oasis
- 1973 – Edgars Rinkēvičs, lettisk politiker, president 2023–
- 1976 – Carlo Fidanza, italiensk politiker
- 1978 – Paulo Costanzo, kanadensisk skådespelare
- 1980
  - Autumn Reeser, amerikansk skådespelare
  - Kareena Kapoor, indisk skådespelare
- 1981 – Nicole Richie, amerikansk skådespelare och sångare
- 1983 – Maggie Grace, amerikansk skådespelare
- 1986 – Lindsey Stirling, amerikansk violinist
- 1988 – Bilawal Bhutto Zardari, pakistansk politiker
- 1989 – Jason Derulo, amerikansk sångare

## Avlidna
- 687 – Konon, påve
- 1327 – Edvard II, 43, kung av England och herre över Irland
- 1517 – Dyveke Sigbritsdatter, älskarinna till Kristian II
- 1558 – Karl V, 58, tysk-romersk kejsare
- 1568 – Jöran Persson, Erik XIV:s sekreterare och rådgivare
- 1576 – Girolamo Cardano, 74, italiensk uppfinnare och matematiker
- 1643 – Hong Taiji, 50, manchuisk monark, den förste kejsaren av Qing-dynastin
- 1798 – George Read, 65, amerikansk politiker
- 1821 – Joseph Bradley Varnum, amerikansk politiker
- 1832 – Sir Walter Scott, 61, brittisk författare
- 1860 – Arthur Schopenhauer, 72, tysk filosof
- 1861 – Virgil Earp, 62, amerikansk sheriff
- 1895 – Viktor Rydberg, 66, svensk författare, ledamot av Svenska Akademien
- 1907 – James H. Lane, 74, amerikansk professor och general
- 1911 – Ahmed Orabi, 70, egyptisk militär och politiker
- 1933 – Kenji Miyazawa, 37, japansk poet och barnboksförfattare
- 1944 – James E. Ferguson, 73, amerikansk politiker, guvernör i Texas
- 1946 – Miles Poindexter, 78, amerikansk politiker och jurist, senator för staten Washington
- 1948 – Fredrik Adelborg, 61, svensk diplomat, militär, direktör, forskningsresande, donator och författare
- 1957 – Håkon VII, 85, kung av Norge
- 1971 – Bernardo Alberto Houssay, argentinsk fysiolog, mottagare av Nobelpriset i fysiologi eller medicin 1947
- 1976
  - Orlando Letelier, chilensk politiker och diplomat
  - Nils Nygren, svensk skådespelare
- 1982 – Hovhannes Bagramjan, armenisk militär, marskalk av Sovjetunionen
- 1983
  - Gunnar Skoglund, svensk skådespelare, manusförfattare och regissör
  - Birgit Tengroth, svensk skådespelare och författare
- 1985 – Nils Stolpe, finländsk militär och forstmästare
- 1987
  - Sven Andersson, socialdemokratisk politiker och statsråd, försvarsminister, Sveriges utrikesminister
  - Jaco Pastorius, amerikansk musiker, basist
- 1996 – Henri Nouwen, nederländsk romersk-katolsk präst och författare
- 2002
  - Nils Bohlin, svensk flygingenjör, uppfinnare av trepunktsbilbältet
  - Angelo Buono Jr., amerikansk seriemördare
- 2007 – Hallgeir Brenden, norsk längdskidåkare
- 2011
  - Troy Davis, amerikansk dömd brottsling
  - Paulette Dubost, 100, fransk skådespelare
- 2012 – Sven Hassel, 95, dansk författare och före detta soldat i Wehrmacht
- 2019 – Sigmund Jähn, 82, östtysk kosmonaut
- 2020
  - Arthur Ashkin, 98, amerikansk fysiker, mottagare av Nobelpriset i fysik 2018
  - Lars-Åke Lagrell, 80, svensk fotbollsledare och landshövding
  - Robert Freeman Smith, 89, amerikansk republikansk politiker, kongressledamot 1983–1995 och 1997–1999